# Extremeens

Kaart met het taalgebied van het extremeens (donkergroen, onderaan)

Het Extremeens (estremeñu) is een Romaanse taal die in Extremadura in Spanje wordt gesproken. Het wordt geklasseerd onder het Asturisch; zie ook kaart rechts. Er zijn nog ongeveer 200.000 mensen die Extremeens spreken, en dat aantal is dalende. Er wordt grofweg onderscheid gemaakt in 3 verschillende dialecten:
- Noord-Extremeens, wat vaak wordt gezien als de officiële taal en wordt gesproken in Cáceres (Noord-Extremadura) en Zuid-Salamanca.
- Centraal-Extremeens, wordt gesproken in  de provincies Badajoz, Huelva en Sevilla
- Zuid-Extremeens, wordt in dezelfde provincies gesproken als het Centraal-Extremeens.

In de Portugese stad Barrancos wordt een dialect gesproken van het Extremeens, dat gemengd wordt met Portugees: barranquenho.